# Блахов
Бла̀хов (на полски: Błachów) е село в Южна Полша, Ополско войводство, Олесненски окръг, община община Доброджен. Според Полската статистическа служба към 31 декември 2009 г. селото има 239 жители.
Разположено е край републикански път , на 2,5 km западно от общинския център град Доброджен.